# Stadion Miejski w Nowym Tomyślu
Stadion Miejski – wielofunkcyjny stadion w Nowym Tomyślu, w Polsce. Został otwarty w 1954 roku. Swoje spotkania rozgrywają na nim piłkarze klubu NAP Nowy Tomyśl.
Początkowo w piłkę nożną w Nowym Tomyślu grano na łące w miejscu obecnego dworca autobusowego, następnie na boisku w ogrodzie Stanisława Kozy, gdzie dziś mieści się Nowotomyski Ośrodek Kultury. Obecny stadion oddano do użytku w 1954 roku. Od początku jego istnienia swoje spotkania rozgrywali na nim piłkarze klubu Polonia Nowy Tomyśl. W 2012 roku zespół został jednak wycofany z rozgrywek. Drużyna ta w swej historii występowała najwyżej na trzecim poziomie ligowym. W 2016 roku powstała Nowotomyska Akademia Piłkarska Polonia Nowy Tomyśl (NAP), nawiązująca do tradycji dawnej Polonii. Klub skupia się głównie na pracy z młodzieżą, ale posiada również zespół seniorów występujący w regularnych rozgrywkach. W 2019 roku rozebrano trybunę główną stadionu, której konstrukcja zagrażała bezpieczeństwu.